# Thornliebank FC
Thornliebank Football Club was een Schotse voetbalclub uit Thornliebank. De club werd opgericht in 1875 en ontbonden in 1907. De thuiswedstrijden werden in verschillende stadions gespeeld omdat de club zelf geen stadion in bezit had. Het laatste stadion waar in gespeeld werd was Summerlee Park.

## Prijzenlijst
Nationaal
- Scottish Cup
  - Runner up (1): 1880

| Seizoenen | Stadion            |
| --------- | ------------------ |
| 1875-18?? | Heatherty Hill     |
| 18??-18?? | Deacon's Bank Park |
| 18??-1907 | Summerlee Park     |